# 검은 모자
"검은 모자"는 1993년에 개봉한 대한민국의 영화이다.

## 캐스팅
- 이대근 : 장명산 역
- 김기주 : 강경수 역
- 박준규 : 찬 역
- 노민주 : 지은 역
- 김영인 : 상팔 역
- 강용호 : 덕구 역
- 박동룡 : 가물치 역
- 최두열 : 최가 역
- 한명환 : 천수 역
- 나갑성 : 백도 역
- 홍성찬 : 태식 역
- 김학성 : 두식 역
- 송치우 : 명태 역
- 안진수 : 지은 부 역
- 서한나 : 지은 모 역
- 장선 : 형사 역
- 김태정 : 찬이 모 역
- 이은영 : 진숙 역
- 조영희 : 마담 역
- 이해룡 : 건달들 역
- 주상호 : 건달들 역
- 최강타 : 건달들 역
- 홍충길 : 건달들 역
- 함철훈 : 건달들 역
- 박상현 : 건달들 역
- 최명오 : 건달들 역
- 김동규 : 건달들 역
- 심재원 : 건달들 역
- 신재명 : 건달들 역
- 원풍연 : 건달들 역
- 정윤현 : 건달들 역
- 김상범 : 건달들 역
- 윤상덕 : 건달들 역